# Kraken Mare
Pour les articles homonymes, voir Kraken (homonymie).
Kraken Mare, parfois francisé en mer du Kraken,, est une mer d'hydrocarbures légers et d'azote liquide située sur Titan, le plus gros satellite de la planète Saturne. Il s'agit de la plus vaste étendue liquide actuellement identifiée à la surface du satellite et, de façon plus générale, de la plus grande étendue liquide extraterrestre connue à ce jour.

## Situation géographique
Kraken Mare est situé par 68° nord et 310° ouest.

## Conditions climatiques
Sa température ne dépasse pas 85 kelvins (soit de l'ordre de −190 °C) et la pression y est d'environ 147 kilopascals (1,45 atmosphère)

## Dimensions
Kraken Mare est la mer plus vaste de Titan, avec une profondeur de plus de 100 m et probablement plus de 300 m, elle mesure 1 170 km dans sa plus grande longueur et serait a priori le plus grand des nombreux corps liquides qui parsèment les régions polaires boréales de Titan. Toute la zone n'a cependant pas été cartographiée au radar avec précision, et Kraken Mare elle-même ne l'a été que partiellement, de sorte qu'on ignore son étendue exacte. Celle-ci n'a pu qu'être estimée à partir des images obtenues dans le domaine visible, dont la résolution est bien plus faible ; elle serait du même ordre que celle de la mer Caspienne. Avec cette surface d'environ 400 000 kilomètres carrés, Kraken Mare est la plus grande mer de Titan,,,. Titan et la Terre étant les seuls objets du système solaire à la surface desquels existent des étendues liquides,, Kraken Mare est la plus grande étendue liquide extraterrestre du système solaire. 

## Nature

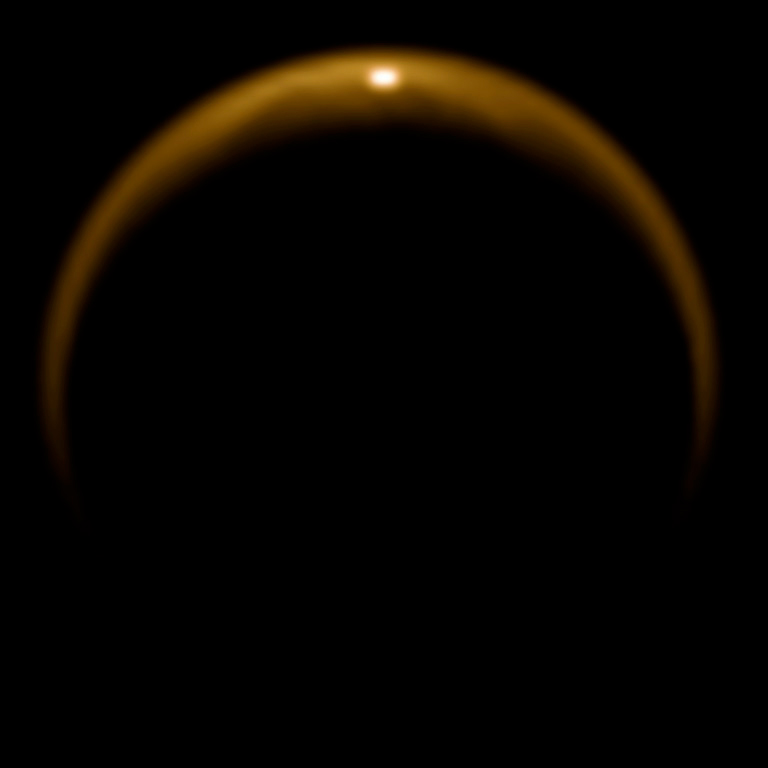
Le Soleil réfléchi par la surface de Kraken Mare, vu par le VIMS de la sonde Cassini le 8 juillet 2009.

La nature liquide de Kraken Mare a été confirmée par l'observation d'une réflexion spéculaire du soleil à sa surface (voir image ci-contre).

## Îles
La plus grande île de Kraken Mare, située au nord de cette mer, a été officiellement nommée en 2008 par l'UAI et porte le nom de Mayda Insula.

## Exploration
Dans le cadre de la mission Titan Saturn System Mission, qui reste encore à planifier par la NASA, il est prévu qu'une sonde se pose dans Kraken Mare afin d'en étudier les caractéristiques et la composition.